# Grandfalls
Grandfalls è una città degli Stati Uniti d'America, situata nello Stato del Texas, nella Contea di Ward.